# Teinoletis simoenta
Teinoletis simoenta là một loài bướm đêm trong họ Noctuidae.